# Reserva Extrativista Marinha Mestre Lucindo
A Reserva Extrativista Marinha Mestre Lucindo (RESEX Marinha Mestre Lucindo) é uma Unidade de Conservação de Uso SUstentável, da categoria "Reserva Extrativista", localizada no no Município de Marapanim, no Estado do Pará e que possui instância federal como a responsável pela sua organização .

## Criação
Criada pelo Decreto - s/n - 10/10/2014, a Unidade de Conservação possui como objetivo principal garantir a conservação da biodiversidade dos importantes ecossistemas locais, como manguezais, restingas, dunas, várzeas, campos alagados, rios, estuários e ilhas. Desta forma, a existência da RESEx possibilita assegurar o uso sustentável dos recursos naturais e proteger os meios de vida e a cultura das comunidades tradicionais e extrativistas existentes e que possuem grande representatividade na região .
Luiz Gutemberg, liderança na luta pela criação e conservação da regiao, teve enorme participação pela criação da RESEX Marinha Mestre Lucindo. Junto à Associação-mãe (AUREMLUC), constituída por moradores locais do município de Marapanim, na zona costeira paraense, batalharam pela representatividade da região .
Gutemberg, junto à Associação,, teve que abrir mão e vender muitos de seus bens para que todo o processo documental de criação e regularização da Unidade de Conservação pudesse ser efetivado .

## Informações geográficas
Com uma área de 26.465,00 de hectares, a Reserva Extrativista encontra-se no município de Marapanim e possui jurisdição legal correspondente à Amazônia Legal .

## Características biológicas

### Fitofisionomia
Marcada por espécies características de Formações Pioneiras, a UC conta como a fitofisionimia predominante, correspondendo a 69,07% do total da UC .

### Bacia hidrográfica
A Reserva incorpora as seguintes porções das bacias hidrográficas, correspondendo ao percentual de quanto representa da Unidade de Conservação: 68,31% no Litoral PA e 31,69 do Oceano Atlântico .

### Bioma
A UC possui 56,04% de sua área total inserida no bioma amazônico e 43,96% na Zona Costeira e Marítima .

### Gestão
O órgão gestor é o (ICMBIO) Instituto Chico Mendes de Conservação da Biodiversidade. A UC ainda não conta nem com um conselho consultivo, nem deliberativo .

## Importância biológica
A Unidade de Conservação, como conta com uma grande representatividade marítima, possui importância por abrigar inúmeras espécies de manguezal, considerado como berçário da vida marinha regional .
Mesmo com poucas informações sobre a Unidade de Conservação, tem-se a grande representatividade de populações ribeirinhas extrativistas. A pesca, assim, é a principal fonte de renda e economia local .
Por conta da destruição dos mangues devido às contruções e também por pescas predatórias, as populações tradicionais existentes na RESEx vem sofrendo com a queda da população de camarões, peixes e mariscos, principais fontes de renda e alimentação .
O local também contou com o desafio de propriação e posse de terras irregulares, com entes da marinha e exploradores ilegais pertencendo às terras sem registros .